# Tomáš Polák (šachista)
Tomáš Polák (* 24. dubna 1974, Brno) je český šachový velmistr a autor šachové literatury.
V Mistrovství České republiky v šachu v roce 2007 zvítězil, stříbro získal v letech 2008 a 2010, bronz v roce 2011. V Mistrovství České republiky v rapid šachu 2005 získal v roce stříbro (4. pořadí), v Mistrovství České republiky v bleskovém šachu 2006 zvítězil, stříbro získal roku 2011 a bronz roku 2005.
O šachových koncovkách napsal následující knihy:
- Věž proti dvěma figurám (Rook against two pieces, česko-anglické vydání)[1]
- Věž proti střelci a jezdci[2]